# Blue Moon Swamp
Albums de John Fogerty
Eye of the Zombie
(1986) Premonition
(1998)
Blue Moon Swamp est le cinquième album studio de l'auteur-compositeur-interprète américain de rock John Fogerty, il est sorti en mai 1997.
John Fogerty a longtemps travaillé sur cet album, dans un souci de perfection, voulant progresser en tant que producteur et musicien. Ainsi onze années séparent cet album du précédent, Eye of the Zombie.
Bien accueilli par la critique, c'est également un succès commercial. 
Durant la tournée qui suit la sortie du disque, le Premonition Tour, John Fogerty interprète de nouveau, pour la plus grande joie du public, des chansons de son ancien groupe Creedence Clearwater Revival. En témoigne l'album live Premonition, qui sort en 1998.
L'album est réédité en 2004 en version remastérisée, avec deux titres bonus: Just Pickin', reprise de Freddie King et Endless Sleep, interprété à l'origine par Jody Reynolds.

## Distinctions
En 1998, Blue Moon Swamp remporte le Grammy Award du meilleur album rock, tandis que John Fogerty est nommé pour le Grammy Award du meilleur chanteur rock avec le titre Blueboy.    

## Liste des titres
Toutes les chansons sont des compositions de John Fogerty.
| No  | Titre                          | Durée |
| --- | ------------------------------ | ----- |
| 1.  | Southern Streamline            | 3:56  |
| 2.  | Hot Rod Heart                  | 3:26  |
| 3.  | Blueboy                        | 4:04  |
| 4.  | A Hundred and Ten in the Shade | 4:19  |
| 5.  | Rattlesnake Highway            | 4:17  |
| 6.  | Bring It Down to Jelly Roll    | 2:37  |
| 7.  | Walking in a Hurricane         | 3:41  |
| 8.  | Swamp River Days               | 3:36  |
| 9.  | Rambunctious Boy               | 3:51  |
| 10. | Joy of My Life                 | 3:52  |
| 11. | Blue Moon Nights               | 2:33  |
| 12. | Bad Bad Boy                    | 4:26  |

| 13. | Just Pickin'  | Freddie King                    | 2:08 |
| 14. | Endless Sleep | - Jody Reynolds - Dolores Nance | 2:36 |

## Musiciens
- John Fogerty : chant, guitare acoustique, guitare électrique, steel guitare, dobro, bouzouki, mandoline, sitar, orgue, tambourin
- Donald "Duck" Dunn, Howie Epstein, John Clayton, Michael Rhodes, Phil Chen, Bob Glaub: basse
- Kenny Aronoff: batterie, percussions
- Chester Thompson, Vinnie Colaiuta, Eddie Bayers, Jeff Donavan, Chad Smith: batterie
- Luis Conte : claves, maracas, tambourin, percussions
- The Lonesome River Band : accompagnement au chant sur "Southern Streamline" et "Rambunctious Boy"
- The Waters : accompagnement au chant sur "Blueboy"
- The Fairfield Four : accompagnement au chant sur "A Hundred and Ten in the The Shade"

## Classements hebdomadaires
| Classement (1997)                  | Meilleure place |
| ---------------------------------- | --------------- |
| Allemagne (Media Control AG)       | 28              |
| Australie (ARIA)                   | 8               |
| Autriche (Ö3 Austria Top 40)       | 46              |
| Belgique (Flandre Ultratop)        | 13              |
| Belgique (Wallonie Ultratop)       | 45              |
| Canada (RPM Top Selling Albums)    | 65              |
| États-Unis (Billboard 200)         | 37              |
| Finlande (Suomen virallinen lista) | 1               |
| Norvège (VG-lista)                 | 3               |
| Nouvelle-Zélande (RIANZ)           | 30              |
| Pays-Bas (Mega Album Top 100)      | 19              |
| Suède (Sverigetopplistan)          | 1               |
| Suisse (Schweizer Hitparade)       | 26              |

## Certifications
| Pays                         | Certification | Unités certifiées |
| ---------------------------- | ------------- | ----------------- |
| Australie (ARIA)             | Platine       | 70 000            |
| États-Unis (RIAA)            | Or            | 500 000           |
| Finlande (Musiikkituottajat) | Or            | 27 529            |